# Ržišče, Kostanjevica na Krki
Ržišče este o localitate din comuna Kostanjevica na Krki, Slovenia, cu o populație de 22 de locuitori.